# Ero aphana
Ero aphana là một loài nhện trong họ spinneneters.

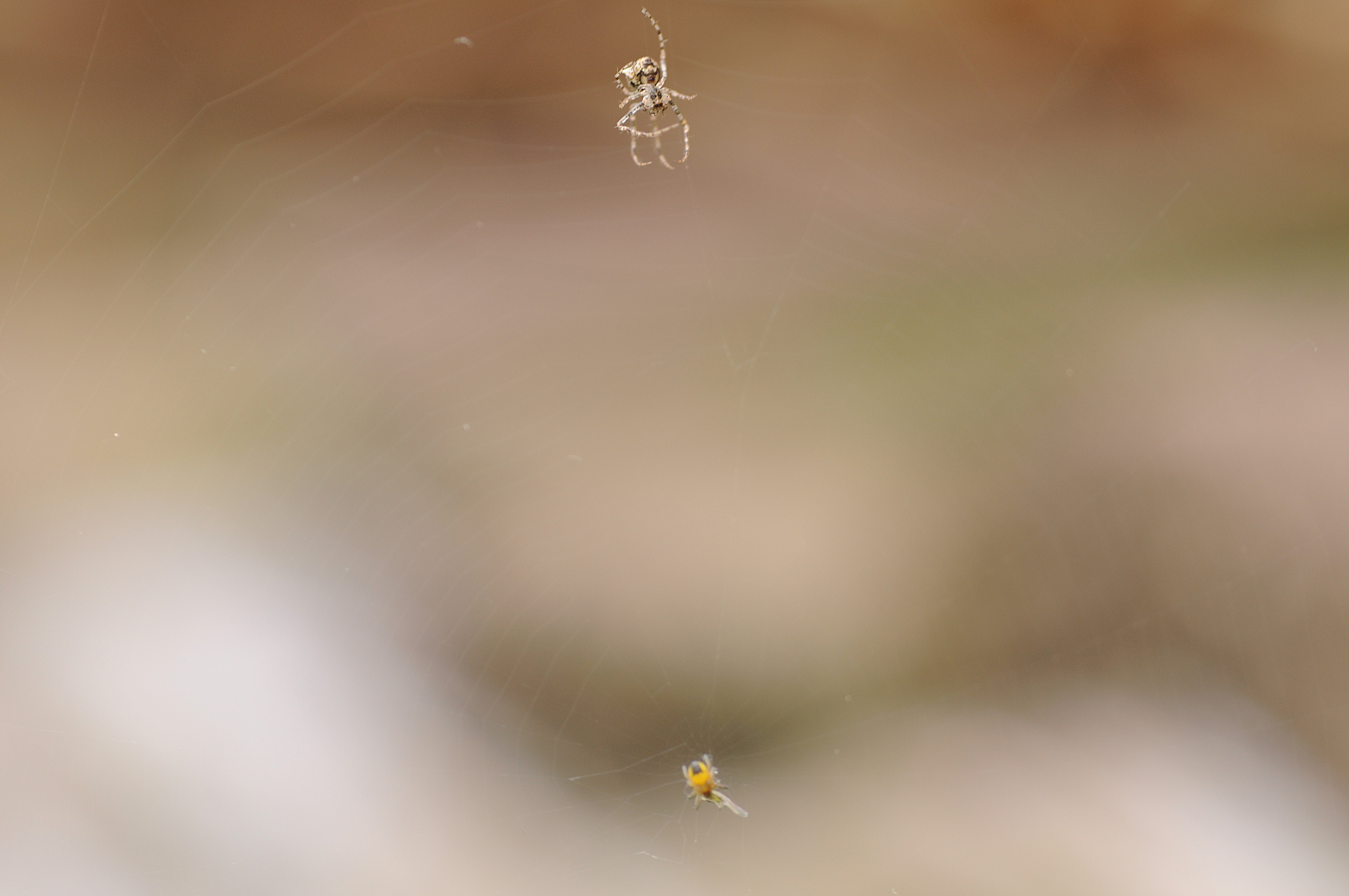